# Zinszahlen
Zinszahlen (auch Zinsnummern, Diskontzahlen) sind Hilfsgrößen in der Zinsrechnung. Sie werden verwendet, um die gesamten Zinsen für verschiedene Forderungen oder Verbindlichkeiten zu berechnen, die zum selben Zinssatz abgerechnet werden. Zinszahlen werden kaufmännisch gerundet und sind daher stets ganzzahlig.

## Berechnung
Die Tageszinsen für die einzelnen Kapitalbeträge werden mit der Zinsformel
{\displaystyle Z={\frac {K\cdot p\cdot t}{100\cdot 360}}}
berechnet. Dabei ist {\displaystyle Z} der Zinsbetrag, {\displaystyle K} der Kapitalbetrag, {\displaystyle p} der Zinsfuß und {\displaystyle t} die Anzahl der Zinstage. Dieser Formel liegt die deutsche Zinsberechnungsmethode zugrunde, bei der pauschal jeder Monat mit 30 Tagen und das Jahr mit 360 Tagen gerechnet wird. Indem diese Zinsformel umgewandelt und aufgegliedert wird, erhält man die kaufmännische Zinsformel
{\displaystyle Z={\frac {K\cdot t}{100}}:{\frac {360}{p}}}.
Der erste Teil der Formel {\displaystyle {\frac {K\cdot t}{100}}} heißt Zins- oder Diskontzahl, der zweiten Teil {\displaystyle {\frac {360}{p}}} heißt Zinsteiler, Zinsdivisor oder Ständiger. Mit diesen Bezeichnungen liest sich die kaufmännische Zinsformel als
{\displaystyle Z={\frac {\text{Zinszahl}}{\text{Zinsteiler}}}}.
Die gesamten Tageszinsen ergeben sich als Summe der Tageszinsen für die verschiedenen Kapitalbeträge. Haben die Einzelkapitalien denselben Zinssatz, so lässt sich diese Summe mithilfe von Zinszahlen und Zinsteilern berechnen als
{\displaystyle Z={\frac {{\text{Zinszahl}}_{1}+\dots +{\text{Zinszahl}}_{n}}{\text{Zinsteiler}}}}.

## Beispiel
Auf einem Girokonto fanden im vierten Quartal eines Jahres folgende Umsätze statt:
| Geschäftsvorfall    | Wertstellung (Valuta) | Umsatz         | Saldo           |
| ------------------- | --------------------- | -------------- | --------------- |
| Saldovortrag        | 30.09.                | –              | + 10.000,00 EUR |
| Überweisungseingang | 16.10.                | + 3.600,00 EUR | + 13.600,00 EUR |
| Überweisungsauftrag | 14.11.                | – 2.200,00 EUR | + 11.400,00 EUR |

Das Konto ist zum 31. Dezember abzuschließen und die Zinsgutschrift bei einem Habenzinssatz von 0,5 % p. a. zu berechnen.
Dazu werden die Umsätze chronologisch (entsprechend ihrer Wertstellung) in einer Zinsstaffel erfasst. Bei einem Girokonto werden jeweils die Salden bis zur nächsten Veränderung verzinst (1 Bankmonat = 30 Tage).
Hier ein vereinfachtes Beispiel (Die Banken berechnen automatisch auch ohne Kontoumsatz jeden Wertstellungstag einzeln; durch notwendige Rundungen der täglichen Zinszahlen kann es dadurch in der Praxis zu leichten Abweichungen kommen):
| Wertstellung               | S / H                      | Saldo                      | Tage                       | Zinszahl |
| -------------------------- | -------------------------- | -------------------------- | -------------------------- | -------- |
| 30.09.                     | H                          | 10.000,00 EUR              | 16                         | 1600     |
| 16.10.                     | H                          | 13.600,00 EUR              | 28                         | 3808     |
| 14.11.                     | H                          | 11.400,00 EUR              | 46                         | 5244     |
| 31.12.                     | H                          | 11.400,00 EUR              |                            |          |
| Summe der Habenzinszahlen: | Summe der Habenzinszahlen: | Summe der Habenzinszahlen: | Summe der Habenzinszahlen: | 10.652   |

Die Summe der Habenzinszahlen (10.652) muss nun durch den Zinsteiler {\displaystyle {\frac {360}{0{,}5}}=720} geteilt werden. Als Ergebnis erhält man den Betrag der Habenzinsen des Quartals als {\displaystyle {\frac {10.652}{720}}=14{,}79}.
Falls der Saldo im Quartal sowohl im Soll als auch im Haben war, oder der Zinssatz zwischenzeitlich geändert wurde, sind entsprechend mehrere Berechnungen vorzunehmen, da der Zinsteiler sich dann geändert hat.